# 齋藤隆
齋藤 隆（さいとう たかし、1948年〈昭和23年〉2月11日 - ）は、日本の海上自衛官。第2代統合幕僚長、第27代海上幕僚長。防大14期。戦後生まれ（団塊の世代）初の統合幕僚長でもある。神奈川県出身。

## 経歴
父の斎藤頼男は海軍機関学校（第47期）を卒業し、海上自衛隊では防衛大学校学生課長などを務め、第2術科学校長（海将補）を最後に退官した。祖父も海軍水兵であった。横須賀市立池上小学校、横須賀市立池上中学校を経て、父(中22期)と同じく神奈川県立横須賀高等学校(高18期)に進学。高校時代は陸上部に所属し、200メートルハードルでインターハイ出場。のちに齋藤の海幕長在任時に海幕副長となる荒川堯一は高校の同窓である。
海上幕僚監部防衛部防衛課長時代に護衛艦削減と補給艦増強へと方針を転換し、ましゅう型補給艦の建造を推進した。
2015年8月26日、日本政府と三菱重工業の官民合同チームがオーストラリアからの潜水艦受注を目指してアデレードで説明会を開催し、合同チームの代表（防衛省顧問）として説明を行った。

## 年譜

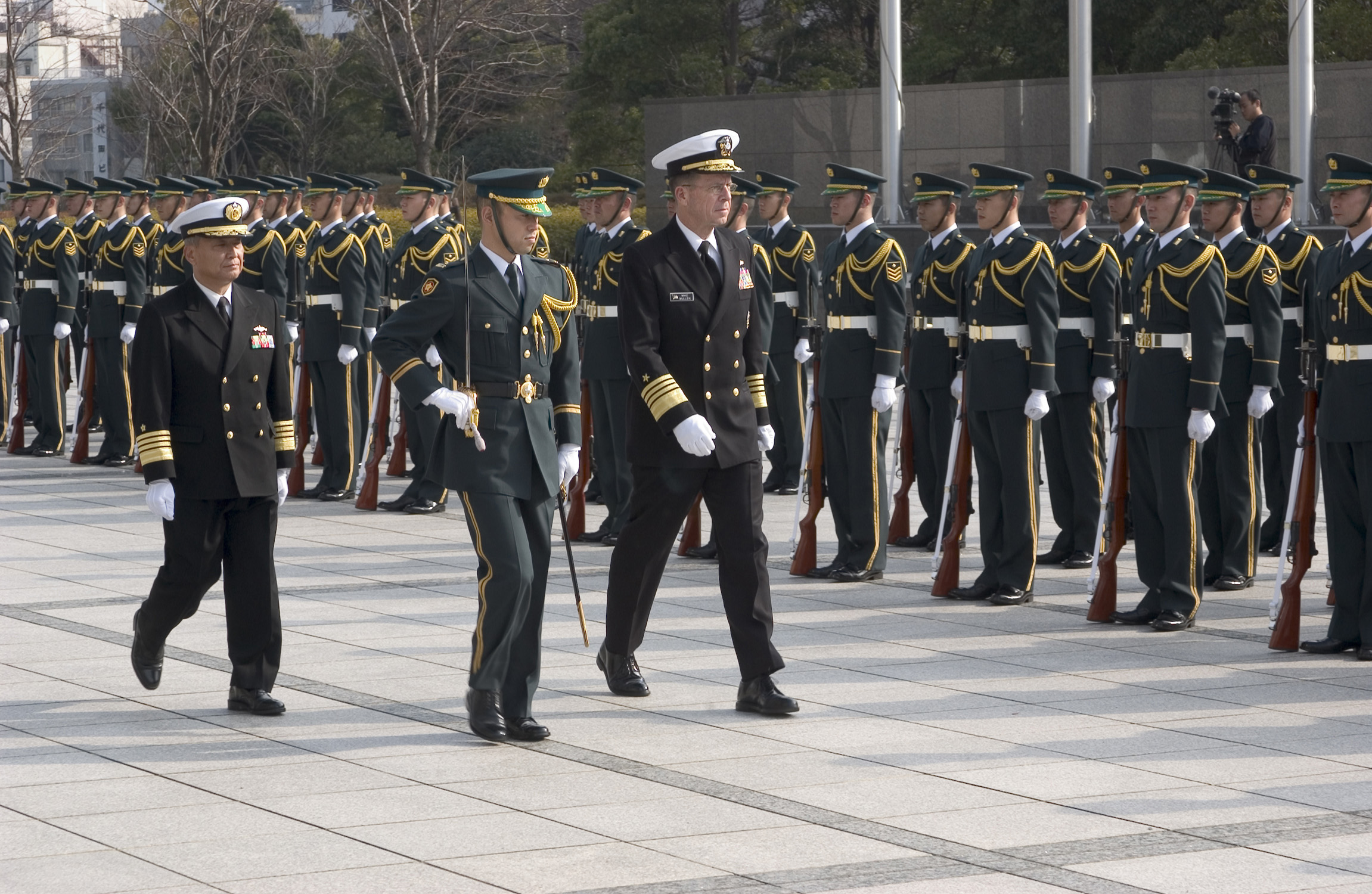
陸上自衛隊の儀仗を受ける齋藤と、マイケル・マレン

- 1970年（昭和45年）3月：防衛大学校（第14期）卒業、海上自衛隊入隊（1等海曹[注釈 1]）
- 1971年（昭和46年）：護衛艦隊旗艦「あきづき」通信士[3]
- 1972年（昭和47年）：潜水艦学生発令（呉潜水艦教育訓練隊付）
- 1973年（昭和48年）：潜水艦「はやしお」乗組[3]
- 1974年（昭和49年）：潜水艦「なるしお」機関士。11月9日に発生した第十雄洋丸事件では魚雷発射キー担当として炎上するタンカーへの魚雷発射任務に当たった[3]。
- 1975年（昭和50年）：潜水艦「まきしお」水雷長。昭和49年度予算で導入された潜水艦用襲撃訓練装置の基本設計メンバーに指名される[3]。
- 1979年（昭和54年）：プログラム業務隊に転勤。潜水艦戦闘指揮装置ZYQ-2の基礎となる、パッシブソナーによるトラッキングのアルゴリズム開発に関わる[3]。
- 1985年（昭和60年）1月1日：2等海佐に昇任
- 1986年（昭和61年）4月：潜水艦「はましお」艦長
- 1987年（昭和62年）5月：潜水艦「せとしお」艦長
- 1988年（昭和63年）3月：自衛艦隊司令部幕僚
- 1989年（昭和64年）1月1日：1等海佐に昇任

アメリカ海軍大学校(en:Naval War College)留学
- 1990年（平成02年）8月1日：海上幕僚監部防衛部防衛課
- 1991年（平成03年）12月16日：海上幕僚監部防衛部防衛課防衛班長
- 1992年（平成04年）12月15日：第22護衛隊司令
- 1994年（平成06年）7月1日：海上幕僚監部防衛部防衛課長
- 1995年（平成07年）6月30日：海将補に昇任
- 1996年（平成08年）3月25日：海上自衛隊幹部学校副校長兼企画室長
- 1997年（平成09年）7月1日：海上幕僚監部防衛部長
- 2001年（平成13年）1月11日：海将に昇任、第38代 舞鶴地方総監に就任
- 2002年（平成14年）8月1日：第35代 横須賀地方総監に就任
- 2005年（平成17年）1月12日：第27代 海上幕僚長に就任
- 2006年（平成18年）8月4日：第2代 統合幕僚長に就任
- 2008年（平成20年）3月21日：海上自衛隊の一連の不祥事による指揮監督義務違反で懲戒処分（減給）を受ける[4]。
- 2009年（平成21年）
  - 3月24日：退官。
  - 7月1日：防衛省顧問を委嘱
- 2010年（平成22年）8月現在、株式会社日立製作所特別顧問、「新たな時代の安全保障と防衛力に関する懇談会」専門委員
- 2014年（平成26年）6月2日：水交会理事長に就任
- 2016年（平成28年）7月15日：免 防衛省顧問[5]
- 2018年（平成30年）
  - 4月29日：瑞宝大綬章受章
  - 6月13日：水交会会長に就任

## 栄典
- 瑞宝大綬章 - 2018年（平成30年）4月29日